# Federazione Ecologista di Romania
La Federazione Ecologista di Romania (in romeno: Federația Ecologistă din România, FER) è stato un partito politico romeno di ideologia ecologista fondato nel 1990 come scissione del Movimento Ecologista di Romania (MER).
Tra il 1990 e il 2000 fu parte della coalizione Convenzione Democratica Romena (CDR) e nel 1996 riuscì a portare in parlamento un deputato e un senatore.

## Storia
In seguito alla rivoluzione romena del 1989 che rovesciò il regime comunista di Nicolae Ceaușescu, il potere fu assunto ad interim da un organo legislativo provvisorio (il Consiglio del Fronte di Salvezza Nazionale), che il 31 dicembre 1989 emanò il decreto di abolizione del partito unico (il Partito Comunista Romeno), consentendo la formazione di nuovi gruppi. Diversi piccoli partiti nacquero come espressione delle dottrine ecologiste: i primi furono il Partito Ecologista Romeno (PER) di Adrian Manolache e il Movimento Ecologista di Romania (MER) di Marcian Bleahu che alle elezioni parlamentari del 1990, le prime dopo la caduta della dittatura, ottennero complessivamente 20 deputati e 2 senatori.
Il 19 luglio 1990 da una scissione del MER nacque la Federazione Ecologista di Romania (Federația Ecologistă din România, FER), che nel 1992 si unì alla grande coalizione di centro-destra della Convenzione Democratica Romena (CDR), che mirava a vincere le elezioni in antagonismo al principale partito di centro-sinistra, il Fronte di Salvezza Nazionale (FSN) del presidente della repubblica Ion Iliescu, che aveva guidato in maniera quasi autonoma il processo di transizione alla democrazia.
In occasione delle elezioni parlamentari in Romania del 1992 la CDR conseguì il 20,04%, arrivando al secondo posto, senza riuscire però a sovvertire il predominio del FSN. Mentre l'altro partito ecologista facente parte della coalizione, il PER, ottenne 4 deputati, nessun seggio andò a rappresentanti della FER.
La FER riuscì ad ottenere rappresentanza parlamentare solamente nel 1996, quando la CDR vinse le elezioni, conquistando la presidenza della repubblica con Emil Constantinescu e portando in parlamento 122 deputati e 53 senatori. La FER conseguì un seggio per ogni assemblea. Alla camera questo fu assegnato ad Alexandru Ionescu, eletto nella circoscrizione di Bucarest, mentre al senato Marcian Bleahu, ex leader del MER passato alla FER, fu eletto nella circoscrizione del distretto di Brașov.
Nel settembre 1998 il MER, in quel momento in uno stato di marginalizzazione politica, approvò la riunificazione con la FER. L'atto, in ogni caso, fu impugnato da diversi elementi del partito e fu oggetto di critiche. MER non partecipò più a nessuna elezione e si disciolse, mentre molti membri continuarono la militanza nella FER. Nell'ultimo anno di legislatura, dopo la rottura della CDR, reduce da tre tormentati governi (Ciorbea, Vasile, Isărescu), la FER partecipò individualmente alle elezioni amministrative locali del 2000, ottenendo 393 mandati di consiglieri municipali, 14 di consiglieri di distretto e 15 di sindaco.
In prossimità delle elezioni parlamentari del 2000 il Partito Nazionale Contadino Cristiano Democratico (PNȚCD) provò a ricostituire la CDR sotto la denominazione di Convenzione Democratica Romena 2000, cui aderirono diverse associazioni e formazioni politiche minori, tra le quali la FER. Il risultato elettorale, tuttavia, fu disastroso e la nuova CDR si disciolse subito dopo le elezioni.
Mentre nel 2003 Alexandru Ionescu reinscrisse nuovamente il partito al registro dei partiti politici del tribunale di Bucarest, il 26 febbraio 2004 fu ufficializzata la confluenza nel nuovo gruppo fondato da Emil Constantinescu, il Partito Azione Popolare (PAP).

## Risultati elettorali
| Elezione          | Elezione | Voti      | %     | Seggi   |
| ----------------- | -------- | --------- | ----- | ------- |
| Parlamentari 1992 | Camera   | 2.170.289 | 20,04 | 0 / 341 |
| Parlamentari 1992 | Senato   | 2.210.722 | 20,16 | 0 / 143 |
| Parlamentari 1996 | Camera   | 3.692.321 | 30,16 | 1 / 343 |
| Parlamentari 1996 | Senato   | 3.772.084 | 30,70 | 1 / 143 |
| Parlamentari 2000 | Camera   | 546.135   | 5,04  | 0 / 345 |
| Parlamentari 2000 | Senato   | 575.706   | 5,29  | 0 / 140 |
| 1. 2. 3.          |          |           |       |         |

| Elezione           | Elezione | Candidato           | Voti      | %     | Esito                |
| ------------------ | -------- | ------------------- | --------- | ----- | -------------------- |
| Presidenziali 1992 | I turno  | Emil Constantinescu | 3.717.006 | 31,24 | ❌ Non eletta/o (2º) |
| Presidenziali 1992 | II turno | Emil Constantinescu | 4.641.207 | 38,47 | ❌ Non eletta/o (2º) |
| Presidenziali 1996 | I turno  | Emil Constantinescu | 3.569.941 | 28,22 | ✔️ Eletta/o          |
| Presidenziali 1996 | II turno | Emil Constantinescu | 7.057.906 | 54,41 | ✔️ Eletta/o          |
| Presidenziali 2000 | I turno  | Mugur Isărescu      | 1.069.463 | 9,54  | ❌ Non eletta/o (4º) |

## Nelle istituzioni

### Collocazione parlamentare
- Opposizione (1990-1996)

Governo Roman II, Governo Roman III, Governo Stolojan, Governo Văcăroiu
- Maggioranza (1996-2000)

Governo Ciorbea, Governo Vasile, Governo Isărescu
- Opposizione extraparlamentare (2000-2004)

Governo Năstase